# 蒲飛路巴士總站
蒲飛路巴士總站（英語：Pokfield Road Bus Terminus）是位於香港香港島中西區堅尼地城薄扶林道與蒲飛路交界學士臺外的巴士總站。

## 總站位置
總站位於薄扶林道南行線近蒲飛路的山坡旁，位於學士台對面。

## 總站路線資料

### 城巴23線
- 蒲飛路 ↔ 北角碼頭

提供香港大學、半山區來往金鐘、灣仔、銅鑼灣及北角的巴士服務，是半山區老牌巴士路線，於1965年4月11日起投入服務。

### 城巴23X線
- 蒲飛路 → 西灣河（太康街）

於2022年9月5日起投入服務，途經香港大學、半山區、金鐘、東區走廊、北角、鰂魚涌、太古城及西灣河，只於星期一至五上午繁忙時間提供服務。

### 過海隧道巴士103線
- 蒲飛路 ↔ 竹園邨

提供竹園邨、天馬苑、樂富、九龍塘、何文田來往銅鑼灣、灣仔、金鐘及半山區（堅道、般咸道及香港大學）的過海隧道巴士服務，於1972年8月5日隨香港第一條海底隧道——紅磡海底隧道通車開辦。

## 途經薄扶林道（蒲飛路）巴士站路線資料

### 城巴3A線
- 中環（天星碼頭） ↔ 摩星嶺

### 城巴4號線
- 黃竹坑（南朗山） ↔ 中環（交易廣場）

### 城巴4X線
- 華富（南） ↺ 中環（交易廣場）

### 城巴7號線
- 石排灣 ↔ 中環碼頭

### 城巴30X線
- 數碼港 ↔ 金鐘（東）

### 城巴33X線
- 數碼港 → 西灣河（太康街）（去程班次）
西灣河（嘉亨灣） → 數碼港（回程班次）

### 城巴37A線
- 置富花園 ↺ 中環

### 城巴40線
- 華富（北） ↔ 會展站

### 城巴40M線
- 華富（北） → 會展站

### 城巴71線
- 黃竹坑（南朗山） ↔ 中環（林士街）

### 城巴90B線
- 海怡半島 ↔ 金鐘（東）

### 城巴91線
- 鴨脷洲邨 ↔ 中環碼頭

### 過海隧道巴士970線
- 數碼港 ↔ 蘇屋

### 過海隧道巴士970X線
- 香港仔 ↔ 長沙灣（甘泉街）

### 過海隧道巴士973線
- 尖沙咀東（麼地道） ↔ 赤柱市場

## 途經薄扶林道（蒲飛路）小巴站路線資料

### 香港島專線小巴8線
- 下碧瑤灣 → 中環（交易廣場）

### 香港島專線小巴8X線
- 下碧瑤灣 ↔ 中環（交易廣場）

### 香港島專線小巴10線
- 銅鑼灣（謝斐道） ↔ 數碼港

### 香港島專線小巴10P線
- 銅鑼灣（謝斐道） ↔ 數碼港

### 香港島專線小巴10S線
- 銅鑼灣（謝斐道） ↔ 數碼港

### 香港島專線小巴13線
- 加惠民道 ↺ 西營盤

### 香港島專線小巴22線
- 薄扶林花園 ↔ 中環（交易廣場）

### 香港島專線小巴22S線
- 薄扶林花園 ↔ 中環碼頭

### 香港島專線小巴22X線
- 薄扶林花園 ⇄ 中環碼頭

### 香港島專線小巴28線
- 上碧瑤灣 ↔ 銅鑼灣（新會道）

### 香港島專線小巴28M線
- 上碧瑤灣 ↔ 香港大學站

### 香港島專線小巴28S線
- 上碧瑤灣 ↔ 銅鑼灣（新會道）

### 香港島專線小巴31線
- 田灣 ↔ 銅鑼灣（謝斐道）

### 香港島專線小巴31X線
- 田灣邨 ↔ 銅鑼灣（謝斐道）

### 香港島專線小巴55線
- 瑪麗醫院 ↔ 中環（環球大廈）

## 已取消路線
- 城巴3B線
- 新巴46X線
- 過海隧道巴士103P線

## 車坑分佈
| 車坑分佈（以入口最左邊起計） | 車坑分佈（以入口最左邊起計） | 車坑分佈（以入口最左邊起計）                                                             |
| 車坑編號                     | 車坑數目                     | 路線                                                                                     |
| ---------------------------- | ---------------------------- | ---------------------------------------------------------------------------------------- |
| 1                            | 公眾車道                     | 後備                                                                                     |
| 2                            | 單坑                         | 城巴23、23X線                                                                            |
| 3                            | 單坑                         | 過海隧道巴士103線                                                                        |
| 4                            | 出口                         | 城巴3A、4、4S、4X、7、30X、33X、37A、40、40M、71、90B、91線 過海隧道巴士970、970X、973線 |

## 外部連結
- 蒲飛路巴士總站[]，城巴／新巴
- 九巴 （页面存档备份，存于）